# ملیسا جفرسون
ملیسا جفرسون (انگلیسی: Melissa Jefferson؛ زادهٔ ۲۱ فوریهٔ ۲۰۰۱) دونده سرعت اهل ایالات متحده آمریکا است.
وی در مسابقات کشوری و بین‌المللی در مجموع برندهٔ ۱ مدال طلا شده است.